# 戴夫·冈瑟
戴维·C·冈瑟（英語：David C. Gunther，1937年7月22日—2024年3月16日），美国NBA联盟前职业篮球运动员。他在1959年的NBA选秀中第8轮第56顺位被费城勇士选中。